# Norimberská bagdeta
Norimberská bagdeta je plemeno holuba domácího výjimečné velmi dlouhým, silným a v pravém úhlu dolů zahnutým zobákem. Je to ryze okrasné plemeno rozšířené po celém světě, chované je však jen velmi zřídka, jeho chov je totiž značně obtížný. Patří mezi nejcennější a nejkurióznější holubí plemena vůbec. Norimberské bagdety potřebují kvůli své velikosti prostorný holubník a protože nejsou dobrými letci, je lepší je chovat v dostatečně velké voliéře. Chůvy nepotřebují. Chov s jinými plemeny holubů není vhodný. V seznamu plemen EE se řadí do plemenné skupiny bradavičnatých holubů a je zapsána pod číslem 0105.

## Charakteristika
Norimberská bagdeta je poměrně staré plemeno, klub chovatelů těchto ptáků byl v Německu založen už v roce 1895. Je to velký, těžký a silný pták mohutné postavy. Má dlouhou, úzkou a dokonale zaoblenou hlavu, bez jakýchkoliv hran, se zakulaceným záhlavím, ve kterém temeno zcela plynule přechází v šiji. Nejpozoruhodnějším znakem norimberské bagdety je její zobák: je velmi dlouhý, silný a klabonosý, tedy zahnutý směrem dolů. Je nasazený v linii hlavy a spolu s ní tvoří pravidelnou, ničím nepřerušenou křivku srpovitého tvaru, s nejvyšším bodem nad očima holuba. Obě poloviny zobáku jsou stejně silné a dlouhé. V minulosti se dokonale zakřivenému tvaru zobáku napomáhalo uměle, jeho ohýbáním a tvarováním mezi třetím až pátým dnem života holouběte. Barva zobáku odpovídá barevnému rázu. Holubi sedlatí, plášťoví,  červení a žlutí jednobarevní mají zobák narůžovělý, u modrých kapratých a černých je zobák rohový. Ozobí je jemné, srdcovitého tvaru, s bílým popraškem. Oči jsou velké, výrazné, u sedlatých, plášťových a bílých bagdet tmavé, u ostatních barevných rázů oranžové. Obočnice jsou vcelku široké a jasně červené. Krk je dlouhý, tenký a esovitě prohnutý, s dobře vykrojeným hrdlem, tělo je nesené vodorovně, hruď je široká, zaoblená a vystupující vpřed, také záda jsou široká, křídla jsou středně dlouhá, dobře kryjí záda a od těla poněkud odstávají, jejich letky jsou krátké a nesené nad ocasem, ten je vodorovně nesený, dobře složený a poměrně krátký, jen o málo přesahuje konce křídel. Nohy jsou silné, rovné a dlouhé, s neopeřenými běháky či prsty. Opeření je pevně přiléhající.

## Zbarvení

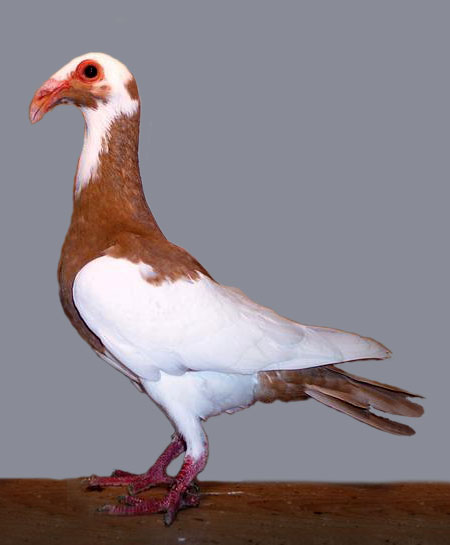
Norimberská bagdeta sedlatá žlutá

Norimberská bagdeta je holub tvaru, při posuzování na výstavách je nejdůležitější tvar hlavy a zobáku, velikost a držení těla a délka krku a nohou. Až na posledním místě se hodnotí barva a kresba opeření. Vyskytuje se ve třech základních barevných rázech: jednobarevném, sedlatém a plášťovém zbarvení.
Holubi se sedlatou kresbou mají bílou hlavu a přední část krku, křídla s výjimkou sedla, záda, břicho a nohy. Barevné je sedlo, hruď, ocas a zadní strana krku a tzv. vousky, barevné skvrny nacházející se pod očima a táhnoucí se až ke koutkům zobáku.
Plášťová kresba, v českém vzorníku z roku 1993 označená též jako kresba štítníka, je podobná kresbě sedlaté, ta je dále doplněná barevným štítem křídel, přičemž ramínko, úzký pruh na dolní straně štítu a ruční letky zůstávají bílé.
Barevnými rázy je černá, černošedá (dun), červená, žlutá, modrá a stříbřitá bezpruhá pruhová i kapratá. Jednobarevné norimberské bagdety se navíc chovají v barvě bílé. Mohou se vyskytovat i strakatí holubi (straci).